# Piteå sjukhus

Piteå sjukhus (tidigare Piteå Älvdals sjukhus) är ett länsdelssjukhus och länscentrum för planerad ortopedi. Här finns akutmottagning som är öppen dygnet runt, intensivvård, operation och ambulans. Sjukhuset har 900 anställda och 118 vårdplatser varav 20 tillhör psykiatrisk vårdenhet. 
Under augusti 2021 kom besked om att akutmottagningen ska byggas om, efter larm om hot och att patienter kunde röra sig fritt mellan avdelningar varav regionen anslagit 900.000 kronor till detta.